# Arry (Mosella)
Arry è un comune francese di 481 abitanti situato nel dipartimento della Mosella nella regione del Grand Est.

## Società

### Evoluzione demografica
Abitanti censiti